# Disney Entertainment
Disney Entertainment es uno de los tres segmentos comerciales principales de The Walt Disney Company, que consiste en los negocios de contenido y medios de entretenimiento de la compañía, incluidos sus estudios de cine, la producción y distribución de contenido de televisión, servicios de transmisión y negocios de medios en el extranjero. Como parte de la formación del segmento el 8 de febrero de 2023, Disney Media and Entertainment Distribution (DMED) se disolvió y consolidó en la unidad Disney Entertainment.

## Antecedentes e historia
El 20 de noviembre de 2022, The Walt Disney Company anunció el regreso de Bob Iger como director ejecutivo de la empresa, tras el despido no programado e inmediato de su sucesor designado, Bob Chapek. Al día siguiente, el 21 de noviembre, Iger anunció que Kareem Daniel dejaría el cargo de presidente de Disney Media and Entertainment Distribution (DMED), y que DMED se reorganizaría más tarde en una nueva unidad con Dana Walden, Alan Bergman, James Pitaro, y Christine McCarthy participando en la creación de la nueva unidad. Iger razonó que la medida tenía la intención de devolver "más toma de decisiones a nuestros equipos creativos y racionalizar los costos".
El 8 de febrero de 2023, Disney anunció una reestructuración corporativa que incluyó el establecimiento de Disney Entertainment, con Bergman y Walden como copresidentes. Todas las divisiones de Walt Disney Studios y Disney General Entertainment, así como Disney Streaming, Disney Platform Distribution, publicidad y operaciones internacionales se incorporaron al nuevo segmento.
El 9 de febrero, se anunció que Rebecca Campbell, presidenta de Contenido y Operaciones Internacionales, dejaría su puesto. Más tarde ese mes, Walden reorganizó las divisiones de televisión en una estructura que coloca a National Geographic y Onyx Collective bajo el presidente directivo de FX Networks, John Landgraf; y combina Freeform y ABC Entertainment.

## Liderazgo
- Alan Bergman, Copresidente directivo
- Dana Walden, Copresidenta directiva
  - Justin Connolly, Presidente de Disney Platform Distribution
  - Joe Earley, Presidente de Direct-to-Consumer
    - Alisa Bowen, Presidenta de Disney+

  - Rita Ferro, Presidenta de Disney Advertising
  - Luke Kang, Presidente de Asia Pacific
  - Jan Koeppen, Presidenta de EMEA
  - Aaron LaBerge, Director de tecnología
  - Diego Lerner, Presidente de The Walt Disney Company Latin America
  - K Madhavan, Presidente de The Walt Disney Company India

## Unidades

### Walt Disney Studios
| Divisiones                    | Subdivisiones                             | Activos                                                      |
| ----------------------------- | ----------------------------------------- | ------------------------------------------------------------ |
| Walt Disney Pictures          | Disneynature                              |                                                              |
| Walt Disney Animation Studios |                                           |                                                              |
| Pixar                         |                                           |                                                              |
| Marvel Studios                | Marvel Music                              |                                                              |
| Marvel Studios                | Marvel Film Productions LLC               |                                                              |
| Marvel Studios                | Marvel Studios Animation                  |                                                              |
| Marvel Studios                | MVL Development LLC (Delaware)            |                                                              |
| Marvel Studios                | MVL Productions LLC                       |                                                              |
| Lucasfilm                     | Lucasfilm Animation                       | Lucasfilm Animation Singapore                                |
| Lucasfilm                     | Industrial Light & Magic                  | ILMxLab                                                      |
| Lucasfilm                     | Industrial Light & Magic                  | ILM TV                                                       |
| Lucasfilm                     | Lucasfilm Games                           |                                                              |
| Lucasfilm                     | Lucas Licensing                           | LucasBooks (impresión de publicación de libros con licencia) |
| Lucasfilm                     | Lucas Online                              |                                                              |
| Lucasfilm                     | Lucasfilm Story Group                     |                                                              |
| Lucasfilm                     | Skywalker Sound                           |                                                              |
| 20th Century Studios          | 20th Century Family                       |                                                              |
| 20th Century Studios          | 20th Century Animation                    |                                                              |
| 20th Century Studios          | 20th Century Games                        |                                                              |
| 20th Century Studios          | 20th Century Comics                       |                                                              |
| 20th Century Studios          | Boom! Studios (participación minoritaria) | Archaia Entertainment                                        |
| 20th Century Studios          | Regency Enterprises (20%)                 | New Regency Productions (80%)                                |
| Regency Television            | Regency Enterprises (20%)                 |                                                              |
| Searchlight Pictures          | Searchlight Television                    |                                                              |
| Searchlight Pictures          | Searchlight Shorts                        |                                                              |

#### Walt Disney Studios Motion Pictures
| Divisiones                                                               | Activos                  | Notas |
| ------------------------------------------------------------------------ | ------------------------ | --- |
| Buena Vista International                                                | Star Distribution        | Empresa conjunta de Walt Disney Studios y Sony Pictures Releasing en 15 países (as of 12/2006), incluyendo México, Brasil, Tailandia, Singapur, Filipinas, y Rusia.                                                                 |
| Buena Vista International                                                | Walt Disney Japan        | Fusión entre Walt Disney Studios Motion Pictures Japan y Walt Disney Studios Home Entertainment Japan el 1 de marzo de 2010. (Conocido como Walt Disney Studios Japan desde el 1 de marzo de 2010 hasta el 22 de noviembre de 2016) |
| Buena Vista Theatres, Inc. (básicamente) El Capitan Entertainment Centre | Disney Studio Store      | Disney's Soda Fountain and Studio Store, ubicada junto a Ghirardelli Soda Fountain and Chocolate Shop en El Capitan Building, está al lado del teatro.                                                                              |
| Buena Vista Theatres, Inc. (básicamente) El Capitan Entertainment Centre | El Capitan Theatre       | |
| Buena Vista Theatres, Inc. (básicamente) El Capitan Entertainment Centre | Hollywood Masonic Temple | |
| Walt Disney Studios Marketing                                            |                          | |
| Worldwide Special Events                                                 |                          | |

#### Disney Theatrical Group
| Divisiones                                 | Activos                                             |
| ------------------------------------------ | --------------------------------------------------- |
| Disney Theatrical Productions              |                                                     |
| Disney Live Family Entertainment           | Disney on Ice (bajo licencia)                       |
| Disney Live Family Entertainment           | Disney Live (bajo licencia)                         |
| Disney Live Family Entertainment           | Marvel Universe Live! (bajo licencia)               |
| Disney Live Family Entertainment           | Walt Disney Special Events Group                    |
| Disney Theatrical Licensing                |                                                     |
| New Amsterdam Development Corp.            | New Amsterdam Theatre (arrendamiento a largo plazo) |
| New Amsterdam Theatrical Productions, Inc. |                                                     |
| Walt Disney Theatrical Worldwide, Inc.     |                                                     |
| Buena Vista Theatrical                     |                                                     |
| Buena Vista Theatrical Ventures, Inc.      |                                                     |
| Buena Vista Theatrical Merchandise, LLC    |                                                     |

#### Disney Music Group
| Divisiones              | Activos                                 | Notas                                                                               |
| ----------------------- | --------------------------------------- | ----------------------------------------------------------------------------------- |
| Walt Disney Records     |                                         |                                                                                     |
| Hollywood Records       | DMG Nashville                           |                                                                                     |
| Buena Vista Records     |                                         | Revivido como un sello conjunto con Universal Music Group Nashville.                |
| S-Curve Records         |                                         |                                                                                     |
| RMI Recordings          |                                         | Un sello de talento "primero digital" conjunto con los fundadores de DigiTour Media |
| Disney Concerts         |                                         |                                                                                     |
| Disney Music Publishing | Agarita Music                           |                                                                                     |
| Disney Music Publishing | Buena Vista Music Co.                   |                                                                                     |
| Disney Music Publishing | Falferious Music                        |                                                                                     |
| Disney Music Publishing | Five Hundred South Songs                |                                                                                     |
| Disney Music Publishing | Fuzzy Muppet Songs                      |                                                                                     |
| Disney Music Publishing | Holpic Music, Inc.                      |                                                                                     |
| Disney Music Publishing | Hollywood Pictures Music                |                                                                                     |
| Disney Music Publishing | Pixar Music                             |                                                                                     |
| Disney Music Publishing | Pixar Talking Pictures                  |                                                                                     |
| Disney Music Publishing | Seven Peaks Music                       |                                                                                     |
| Disney Music Publishing | Seven Summits Music                     |                                                                                     |
| Disney Music Publishing | Touchstone Pictures Music & Songs, Inc. |                                                                                     |
| Disney Music Publishing | Utapau Music                            |                                                                                     |
| Disney Music Publishing | Mad Muppet Melodies                     |                                                                                     |
| Disney Music Publishing | Marvel Comics Music                     |                                                                                     |
| Disney Music Publishing | Walt Disney Music Company               |                                                                                     |
| Disney Music Publishing | Wampa-Tauntaun Music                    |                                                                                     |
| Disney Music Publishing | Wonderland Music Company                |                                                                                     |

#### Disney Studio Services
| Divisiones                                              | Activos                       | Notas                                                                                           |
| ------------------------------------------------------- | ----------------------------- | ----------------------------------------------------------------------------------------------- |
| Disney Digital Studio Services - Studio Post Production |                               |                                                                                                 |
| Studio Production Services                              | Walt Disney Studios (Burbank) |                                                                                                 |
| Studio Production Services                              | Golden Oak Ranch              |                                                                                                 |
| Studio Production Services                              | Prospect Studios              |                                                                                                 |
| Studio Production Services                              | KABC7 Studio B                |                                                                                                 |
| Studio Production Services                              | Pinewood Studios              | La mayor parte del estudio está bajo un contrato de arrendamiento de 10 años de Pinewood Group. |
| Studio Production Services                              | Disney Studios Australia      |                                                                                                 |

### Disney General Entertainment Content
| Divisiones                                | Subdivisiones |
| ----------------------------------------- | --- |
| Disney Television Studios                 | - ABC Signature - 20th Television - 20th Television Animation |
| Disney Television Group                   | - ABC Entertainment - Freeform |
| Disney Television Group                   | Hulu Originals |
| Disney Television Group                   | Disney Branded Television - Disney Channel - Disney Jr. - Disney XD - Unidades de producción - Disney Television Animation - It's a Laugh Productions - Disney Original Documentary - Disney Unscripted and Alternative Entertainment - Walt Disney Television Alternative |
| FX, National Geographic & Onyx Collective | FX Networks - FX - FXX - FX Movie Channel - FX Entertainment - FX Productions |
| FX, National Geographic & Onyx Collective | - National Geographic Global Networks - National Geographic - Nat Geo Wild - Nat Geo Mundo - National Geographic Studios - Nat Geo Documentary Films - Revista National Geographic                                                                                         |
| FX, National Geographic & Onyx Collective | Onyx Collective |
| ABC News                                  | - ABC Audio - ABC News Radio - ABC News Studios |
| Networks                                  | ABC Owned Television Stations |

#### A&E Networks
Participación accionaria del 50%; empresa conjunta con Hearst Corporation
| Divisiones                        | Subdivisiones                                 | Notas                                                |
| --------------------------------- | --------------------------------------------- | ---------------------------------------------------- |
| A+E Networks International        | Blaze                                         |                                                      |
| A+E Networks Consumer Enterprises |                                               | Convenciones, productos de consumo y eventos en vivo |
| A+E Studios                       | A&E Originals                                 |                                                      |
| A+E Studios                       | A&E IndieFilms                                |                                                      |
| A+E Studios                       | A+E Films                                     |                                                      |
| A+E Studios                       | 45th & Dean                                   |                                                      |
| A+E Networks Digital              | Lively Place OTT channel                      |                                                      |
| A+E Networks Digital              | Lifetime Movie Club                           |                                                      |
| A+E Networks Digital              | History Vault                                 |                                                      |
| A+E Ventures                      | Propagate Content                             | Socio de capital                                     |
| A+E Ventures                      | Reel One Entertainment (35% de participación) | [ 21 ]                                               |
| A+E Ventures                      | Vice Media, Inc. (36% de participación)       | Viceland                                             |
| A+E Ventures                      | Vice Media, Inc. (36% de participación)       | Vice TV                                              |
| A&E TV networks                   | A&E                                           |                                                      |
| A&E TV networks                   | Crime & Investigation                         |                                                      |
| A&E TV networks                   | FYI                                           |                                                      |
| A&E TV networks                   | History                                       |                                                      |
| A&E TV networks                   | History en Español                            |                                                      |
| A&E TV networks                   | Military History                              |                                                      |
| A&E TV networks                   | History TV18 (50% de participación)           |                                                      |
| A&E TV networks                   | History Films                                 |                                                      |
| A&E TV networks                   | Six West Media                                |                                                      |
| Lifetime Entertainment Services   | Lifetime                                      |                                                      |
| Lifetime Entertainment Services   | LMN                                           |                                                      |
| Lifetime Entertainment Services   | Lifetime Real Women                           |                                                      |
| Lifetime Entertainment Services   | Lifetime Movie Club                           |                                                      |
| Lifetime Entertainment Services   | Lifetime Radio for Women                      |                                                      |
| Lifetime Entertainment Services   | Lifetime Press                                |                                                      |
| Lifetime Entertainment Services   | Lifetime Digital                              | Lifetime Games                                       |

### Disney Streaming
| Activos                       | Notas                                                                    |
| ----------------------------- | ------------------------------------------------------------------------ |
| Disney+ - Star                |                                                                          |
| Hulu - Hulu Documentary Films | NBCUniversal fue copropietaria de Hulu como socio silencioso hasta 2023. |
| Star+                         | Ofrecido en Latinoamérica                                                |
| Disney+ Hotstar               |                                                                          |

### Disney Platform Distribution
| Divisiones                             | Subdivisiones                                             | Notas                                                                                              |
| -------------------------------------- | --------------------------------------------------------- | -------------------------------------------------------------------------------------------------- |
| Disney–ABC Domestic Television         |                                                           | |
| Walt Disney Studios Home Entertainment | 20th Century Home Entertainment y ESPN Home Entertainment | La unidad japonesa se fusionó con Walt Disney Studios Motion Pictures Japan el 1 de marzo de 2010. |
| Movies Anywhere                        |                                                           | |

### International Network Brands
| Divisiones | Notas |
| --- | --- |
| ABC Spark IP | Solo con licencia; propiedad de Corus Entertainment |
| Disney Channel | |
| Disney Junior | |
| Disney XD | |
| La Chaîne Disney | Solo con licencia; propiedad de Corus Entertainment |
| National Geographic Global Networks | 73% con National Geographic Society |
| FX | |
| 24Kitchen | |
| Fox Networks Group - Star Channel - Star Life - Star Crime - Star Movies - Star Comedy (Polonia y Portugal) - Now - BabyTV - Cinecanal | Esta división comparte su nombre con la homónima Fox Broadcasting Company, una cadena de televisión estadounidense ahora no afiliada propiedad de la separada Fox Corporation, que se escindió de 21st Century Fox antes de la adquisición de Disney. Como parte de un acuerdo con Fox Corporation, Disney eliminará gradualmente la marca Fox para 2024; la marca seguirá alquilándose como parte de la fase de transición. |